# 蚓蜥
蚓蜥，又名蠕蜥，是蚓蜥类（学名：Amphisbaenia）动物的总称，与有鱗目中的正蜥类是近缘物种。蚓蜥类中有很多种蚓蜥拥有深红色身体，且外表看起来非常像蚯蚓和蚓螈。蚓蜥主要分布于非洲和南美洲，还有小部分种分布在西亚、伊比利亚半岛、中美洲、加勒比地区、佛罗里达半岛、下加利福尼亚半岛和墨西哥中部。
人们对蚓蜥的了解很少，因为它们是穴居动物而且比较少见。人们除了解剖它们外对它们一无所知，而解剖本身也很困难，因为它们的解剖结构实在太小了，蚓蜥类中有很多种的体长均小于150 mm。

## 特征

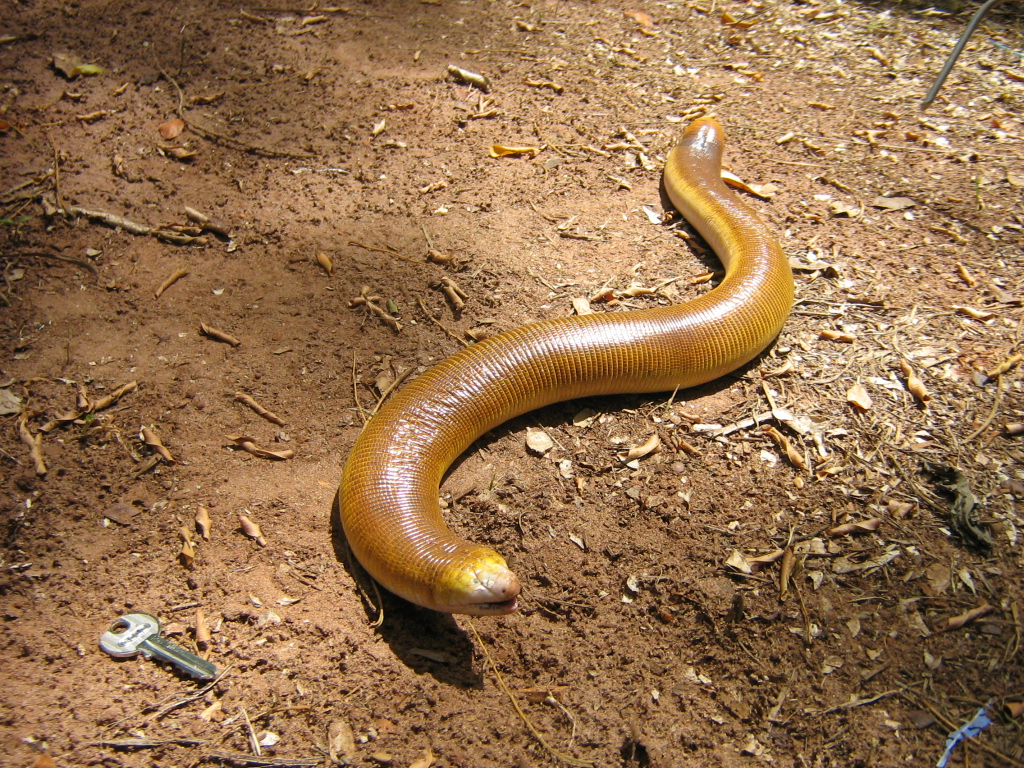
Amphisbaena alba

尽管蚓蜥类与一些原始蛇类的外表类似，其与其他爬虫类相比也有一些独一无二的特点。在蚓蜥体内，右肺体积变小以适应其狭长的身体，而在蛇体内是左肺体积变小。其骨架结构和皮肤与其他有鱗目差别也很大。
蚓蜥的头比较粗大，而且没有明显的脖子，有弹头形、横扁形或者竖扁形的头，大部分种的头骨是硬骨，下颚中间有一颗独特的牙齿。它们的眼睛是不可见的，因为眼睛被皮肤和鳞片覆盖，视觉退化，外耳和鼓膜也已退化。蚓蜥的身体可以伸缩，而且尾部可以缩回，很容易使人误以为是头部。蚓蜥的学名来自于一条身体两端各长有一个头的神蛇雙頭蛇（Amphisbaena）。包括有五趾雙足蚓蜥（Bipes biporus）的双足蚓蜥属（Bipes）中全部4种都是很不寻常的，因为它们都长有前肢，不过其他无足蚓蜥的骨盆和胸部肌肉结构都残留有四肢带痕迹。
蚓蜥可以像螃蟹和鼹鼠一样挖掘隧道。在挖掘隧道时，蚓蜥用颈部和吻部作支点，身体如弓形般伸缩。由于其皮肤极为松弛，体表皮质会出现环状体节，就像拉奏的手风琴，看起来好像是皮拽着后边的身体移动，这与蚯蚓的爬行方式有相似之处。很独特的一点是蚓蜥可以用这种爬行方式转身。
蚓蜥是食肉动物，可用其有力的相交错的牙齿把猎物撕成大块。一些蚓蜥物种可以像蜥蜴一样在遇到危险时断开尾巴以逃跑。大部分种类会产卵，不过也有一些蚓蜥是胎生。
红蚓蜥時常出沒於切葉蟻的巢穴之中，並以同樣棲居於切葉蟻窩中大型甲蟲的幼蟲為食。

## 科属

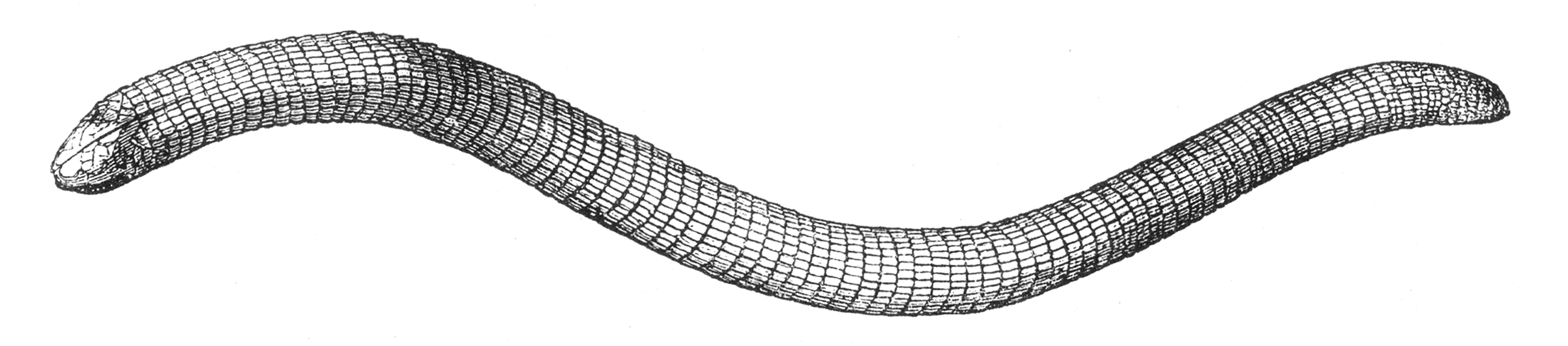
蚓蜥属 Amphisbaena sp.

- 蚓蜥科（Amphisbaenidae） - Gray, 1865[4]：蚓蜥类中最大的一科，含18属147種。非洲、伊比利亚半岛、西亚、南美大陸、中美洲、加勒比地区均有分布。弹头形、横扁形和竖扁形的头部在这一科中均存在。有的种会将卵产在蚂蚁或白蚁的巢内，由它们来孵化。目前只在欧洲发现过其化石Omoiotyphlops，是唯一的化石记录。
  - 蚓蜥属 Amphisbaena - Linnaeus, 1758：分布於南美洲、加勒比地区，蚓蜥类中包含种最多的属。
  - Ancylocranium - Parker, 1942
  - Anops - Bell, 1833
  - Aulura - Barbour, 1915
  - Baikia - Gray, 1865
  - 欧洲蚓蜥属 Blanus - Wagler, 1830：分布於伊比利亚半岛、北非、西亚，其中仅有一种伊比利亚蚓蜥（Blanus cinereus）分布在欧洲。
  - Bronia - Gray, 1865
  - Cadea - Gray, 1844
  - Chirindia - Boulenger, 1907
  - 赛氏蚓蜥属 Cynisca - Gray, 1844
  - Dalophia - Gray, 1865
  - Diphalus - Cope, 1861
  - Geocalamus - Günther, 1880
  - Leposternon - Wagler, 1824
  - Loveridgea - Vanzolini, 1951
  - Mesobaena - Mertens, 1925
  - 巨蚓蜥属 Monopeltis - Smith, 1848：分布於中非和南非，体长约70 cm，含有蚓蜥类中体形最大的种。
  - Zygaspis - Cope, 1885

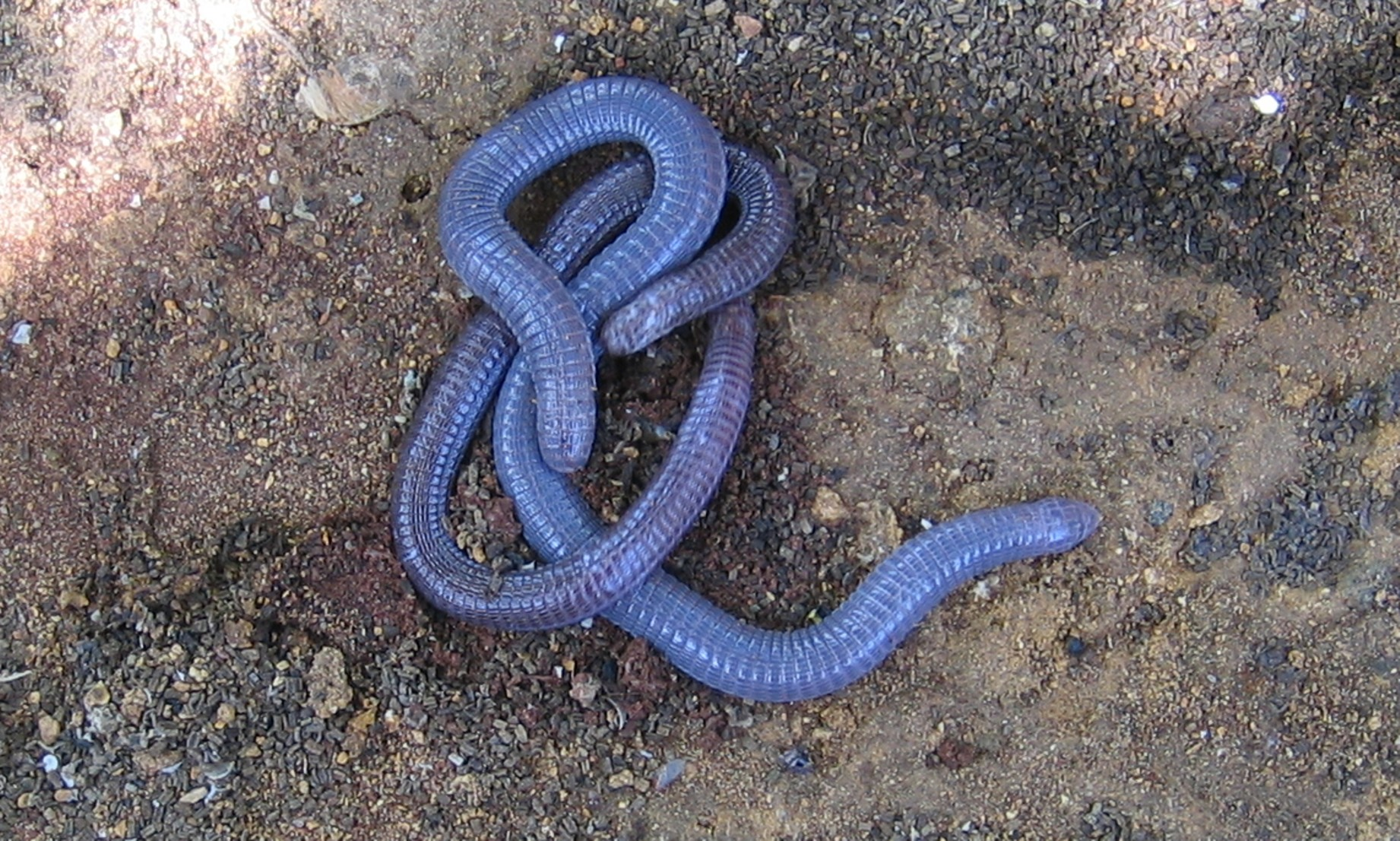
兩條歐洲蚓蜥屬的伊比利亞蚓蜥，攝於西班牙塞維利亞一庭院。

- 双足蚓蜥科（Bipedidae） - Taylor, 1951[5]：共1属4種，生长在下加利福尼亚半岛和墨西哥中部。弹头形头部，头顶有点状孔，是蚓蜥类中最原始的一科。外耳柱消失，只剩下一个专门的点。双足蚓蜥科是蚓蜥类中唯一有足的成员，其骨盆带完整，保留有一对小的前肢，位于身体极前方，肢端有爪，爪有5指，可协助挖掘隧道。目前无化石记录。
  - 双足蚓蜥属 Bipes - Latreille, 1802
- 布兰蚓蜥科 Blanidae
- 卡得蚓蜥科 Cadeidae
- 佛罗里达蚓蜥科（Rhineuridae，又名銼尾蚓蜥科） - Vanzolini, 1951[6]：有的研究者认为本科可属于蚓蜥科的亚科，这样蚓蜥类就含有3科。蚓蜥科前顎骨竖直突起幅度相对小，佛罗里达蚓蜥科前顎骨竖直突起幅度大，頭部全部是竖扁形。現在唯一的1属1種佛罗里达蚓蜥（Rhineura floridana）生存于佛罗里达半岛上，化石相对于其他蚓蜥而言比較丰富，在北美洲广大地区曾发现过化石。現在蚓蜥类中最古老的化石在本科中，为Plesiorhineura属，於古新世後期产于北美洲。
  - 佛罗里达蚓蜥属 Rhineura - Cope, 1861
- 短头蚓蜥科（Trogonophidae，又名長鼻蚓蜥科、尖尾蚓蜥科） - Gray, 1865[7]：共4属6種，分布於北非西部、西亚、阿拉伯半岛、索马里半岛。頭部为圆型铲状，挖掘隧道的方式与其他科不同，差别在于本科蚓蜥是采用吻部左右摇摆的方式掘洞。这种独特的方式是源于其身体截面并非弹头形，而是等腰扁三角形，隧道形状跟截面形状相同，挖掘隧道时其旋转头部以支撑隧道。本科包含蚓蜥类内唯一的胎生種方格短头蚓蜥（Trogonophis wiegmanni）。已知化石種仍未发现。
  - 尖尾蚓蜥属 Agamodon - Peters, 1882
  - 阿拉伯蚓蜥属 Diplometopon - Nikolski, 1907
  - 索科特拉蚓蜥属 Pachycalamus - Günther, 1881
  - 短头蚓蜥属 Trogonophis - Kaup, 1830